# Eddy Annys
Eddy Annys (ur. 15 grudnia 1958 w Wilrijk) – belgijski lekkoatleta specjalizujący się w skoku wzwyż.

## Sukcesy sportowe
- dwukrotny mistrz Belgii w skoku wzwyż – 1983, 1985[1]

| Rok  | Miasto   | Zawody                    | Konkurencja | Wynik         |
| ---- | -------- | ------------------------- | ----------- | ------------- |
| 1983 | Edmonton | Uniwersjada               | skok wzwyż  | srebrny medal |
| 1985 | Pireus   | Halowe mistrzostwa Europy | skok wzwyż  | 4. miejsce    |
| 1986 | Madryt   | Halowe mistrzostwa Europy | skok wzwyż  | brązowy medal |

## Rekordy życiowe
- skok wzwyż – 2,36 – Gandawa 26/05/1985
- skok wzwyż (hala) – 2,31 – Simmerath 17/01/1986